# Gaurax polonicus
Gaurax polonicus är en tvåvingeart som beskrevs av Nartshuk 1980. Gaurax polonicus ingår i släktet Gaurax och familjen fritflugor.
Artens utbredningsområde är Polen. Inga underarter finns listade i Catalogue of Life.